# Ascorhynchus arenicolum
Ascorhynchus arenicolum är en havsspindelart som först beskrevs av Dohrn, A. 1881.  Ascorhynchus arenicolum ingår i släktet Ascorhynchus och familjen Ammotheidae. Inga underarter finns listade i Catalogue of Life.